# 海山三
海山三(船底座u)，又名HD 94510,CP-58 2834，SAO 238574、HR 4257，是一颗恒星，视星等为3.78，位于銀經288.18，銀緯0.6，其B1900.0坐标为赤經10h 49m 25.8s，赤緯-58° 0.6′ 19″。